# 德永祥尭
德永 祥尭（とくなが よしたか、1992年〈平成4年〉4月10日 - ）は、ジャパンラグビーリーグワン東芝ブレイブルーパス東京に所属するラグビー選手。

## プロフィール
- 兵庫県出身。
- ポジションはフランカー (FL)、ナンバーエイト(No.8)。
- 身長: 185 cm、体重: 100 kg
- ニックネームはとく、よしたか。
- 日本代表キャップは15。（2021年11月14日現在）
- 7人制日本代表に選ばれた経験があり、2016年のリオオリンピックに出場。[1][2]
- U20日本代表に選ばれたことがある[3]。
- 尊敬する人物はチームメイトの梶川喬介。

## 略歴
7歳からラグビーを始めた。
2011年、関西学院高等部卒業後、関西学院大学に入る。なお関西学院大学時代、関西大学ラグビーリーグ戦Aグループで1回の優勝を経験した。
2015年、関西学院大学卒業後、東芝ブレイブルーパスに加入。同年11月14日に行われたジャパンラグビートップリーグ第1節のクボタスピアーズ戦に先発出場で公式戦初出場を果たす。しかし同年12月12日に行われたパナソニック戦で相手の腕を噛んでしまい6試合の出場停止処分を受けた。
2016年、リオデジャネイロオリンピックの7人制日本代表に選ばれ、同年12月にはスーパーラグビーサンウルブズの2017年スコッドに入った。
2017年4月22日に行われたアジアラグビーチャンピオンシップ2017韓国戦にて先発出場で日本代表初キャップを獲得した。
2019年8月、ラグビーワールドカップ2019の日本代表に選出された が、大会での出場機会はなかった。また2019年から2022-23年シーズンまでの間、小川高廣と共に東芝ブレイブルーパスの共同主将。。